# Підкоришник маніпурський
Підкоришник маніпурський (Certhia manipurensis) — вид горобцеподібних птахів родини підкоришникових (Certhidae).

## Поширення
Вид поширений на сході Індії (Ассам), в М'янмі, Лаос, на півночі Таїланду (Шаньські гори), на півдні В'єтнаму (плато Далат).

## Опис
Дрібний птах завдовжки 14 см, вагою 9-11 г. Голова закруглена на потилиці і витягнута в напрямку дзьоба. Шия коротка. Досить довгий і тонкий дзьоб, зігнутий донизу. Хвіст довгий, квадратний. Ноги міцні з довгими когтистими пальцями.
Верх голови, спина та крила вохристо-коричневі зі світлими і темними штрихами. Хвіст коричневий. Надбрівна смуга біла. На лиці є коричнева маска, яка вкриває очі та щоки. Груди та горло сірі з бежевим відтінком. Черево біле.

## Спосіб життя
Мешкає у гірських хвойних лісах з домінуванням сосни. Трапляється поодинці або парами. Активний вдень. Живиться комахами та дрібними безхребетними, яких знаходить на стовбурах дерев, між тріщинами кори. Сезон розмноження триває у квітні-травні.